# 李寅鎔
李 寅鎔（イ・イニョン、이인용、1907年4月20日 - 1950年6月30日）は、大韓帝国王室に連なる宗親（종친：王族）、日本統治時代の朝鮮における朝鮮貴族。李載克の息子で、高宗の甥。本貫は全州（全州李氏）、諱は寅鎔（인용）。

## 生涯
男爵・李載克の長男であり、判書を務めた李沇応（이연응）は祖父にあたる。母は林川趙氏、趙慶鎬の娘であり、興宣大院君李昰応の孫娘であった。興宣大院は、父方でたどると8親（8촌：日本の親等とは異なることに注意）の祖父であるが、母方（外家：외가）では外外曽祖父（외외증조부）となる。
1907年（光武11年）4月20日に誕生した。1927年に李載克が死亡した後、男爵位を襲爵した。莫大な財産も一緒に受け継がれたが、すぐに蕩尽して家勢が傾いた。1923年に、黄州牧使を務めたチョ・ユンヒ（조윤희）の次女チョ・ジュンイン（조중인）と結婚したが、仲が良くなかった。彼はしばらくの間、花柳界に出入りして、金を使い、妻であるチョ・ジュンインは、下人のイ・チョルドル（이철돌）と親密になったという醜聞が出回った。夫の外甥にあたるミン・ソンギ（민성기）とも親密になったという醜聞も流れた。一時は、一族の前で、父の李載克がチョ・ジュンインを叱ったりもしたという。
1930年には、平康酒造（평강주조）株式会社の取締役となり、後には顧問を歴任した。
1932年、夫人のチョ・ジュンインが、夫である李寅鎔を告訴した事件があった。李載克が死亡した後、李寅鎔とチョ・ジュンインの夫婦はお互いに仲が悪い中で、それぞれ放蕩な生活で家産をなくしてしまったので、これにより、朴泳孝を委員長とし、李達鎔らを委員とした財政整理委員会が李寅鎔家の財産を代わりに管理することになった。これに不満を抱いたチョ・ジュンインは、李寅鎔が妻である自分を虐待して離婚を強要した、などとする内容で、夫の実家の家族と朴泳孝を告訴した。李寅鎔もチョ・ジュンインを姦通罪で訴え、この事件は法廷での攻防へと拡大した。結局、李寅鎔が勝訴したものの、多くの財産はすでに使われたか、朴泳孝に奪われた後だった。
李寅鎔は義親王李堈の五男であった李鑄を養子に迎えた。2005年、李鑄（諱は 이수길）の2人目の妻が、夫の祖父である李載克が日本統治時代に所有していた坡州の土地を返還するよう訴訟を起こした。
2002年に民族正気を立てる国会議員の会が発表した親日派708人名簿と、2008年に民族問題研究所が公開した親日人名辞典収録者名簿に、父である李載克とともに選ばれ、2009年に親日反民族行為真相糾明委員会が発表した親日反民族行為705人名簿にも含まれた。

## 家族関係
- 父：李載克（이재극、1864年 - 1931年）
- 母：シン氏（신씨）
  - 姉：李氏（이씨）
  - 義兄（姉の夫）：ミン・チョンシク（민정식）
    - 外姪：ミン・ソンギ（민성기）

  - 妻：チョ・ジュンイン（조중인、1905年 - ?）- 黄州牧使チョ・ユンヒの次女
    - 息子：イ・へユン（이해윤）
    - 娘：イ・ジンスク（이진숙）
    - 息子（養子）：李鑄（이주）- 諱は 이수길、義親王李堈の五男
- 義父（妻の父）：チョ・ユンヒ（조윤희）